# William Porter MacArthur
Sir William Porter MacArthur, britanski general, * 11. marec 1884, † 30. julij 1964.